# المعهد الألماني البروتستانتي

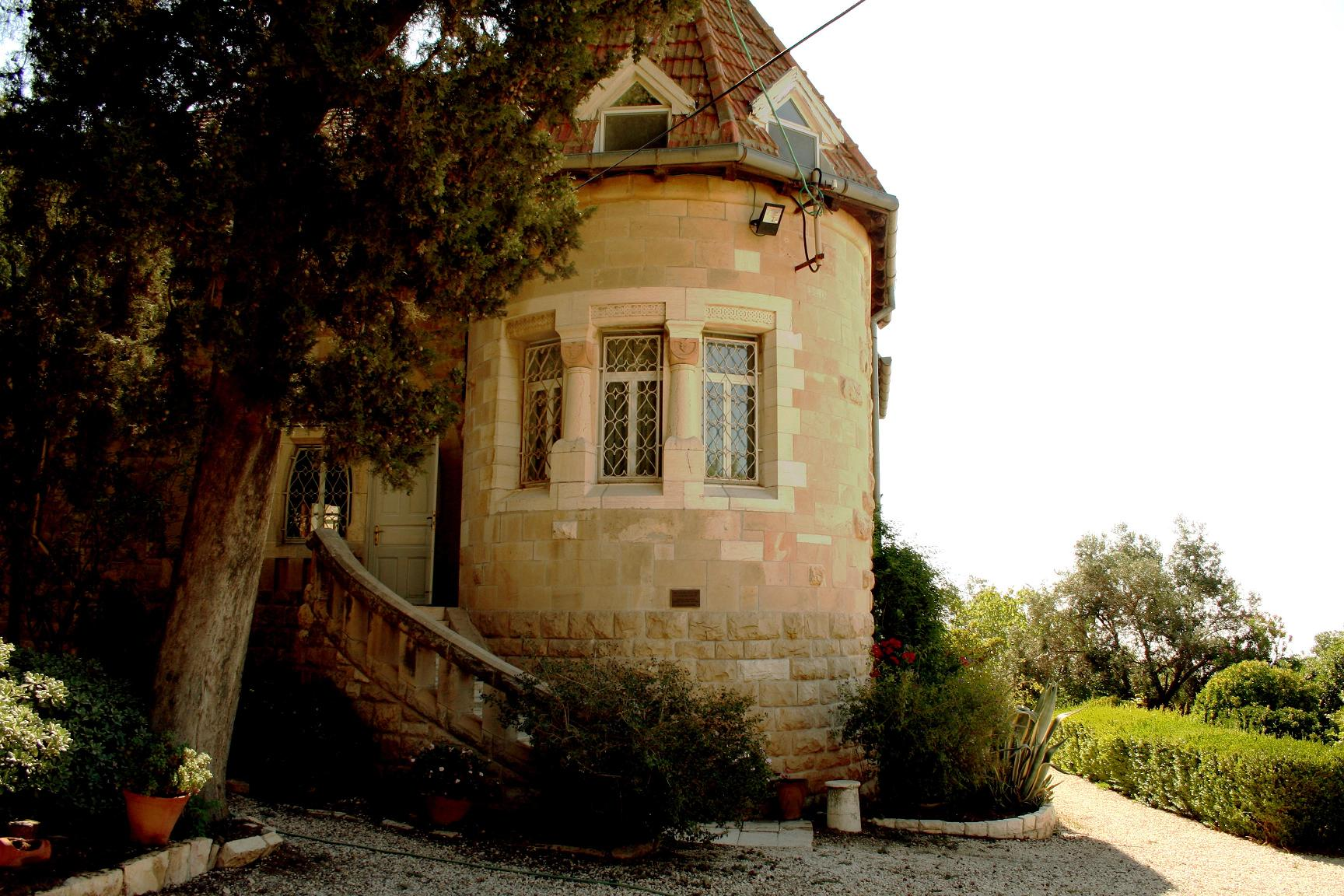

المعهد البروتستانتي الألماني للآثار، وحدة البحوث التابعة للمعهد الأثري الألماني GPIA، والتي تأسست 1982 وهي واحدة من أهم المعاهد الأثرية الإنجيلية في الشرق الأدنى. واسمها الألماني هو Deutsches Evangelisches Institut für Altertumsensisenschaft des Heiligen Landes.

## مؤسساته
يعمل المعهد البروتستانتي الألماني للآثار في موقعين القدس وعمان. والواقع أن سمعتها العالية كمؤسسة ثقافية، ومكتب للمساعدة، ومكان للقاء الباحثين الأوروبيين تجعلها من بين هذه المؤسسات شريكًا يسعى إلى التعاون بين المنظمات والمشاريع الألمانية والدولية.
- معهد القدس، المدير العام: أستاذ دكتور هـ Dieter Vieweger

العنوان: مجمع أوغست فيكتوريا، ص.ب. أكتوبر18 463 القدس 91184
- مكتبة أثرية، متحف أثري معهد عمان، إخراج: د. جوتا هاسر

العنوان: ص.ب. 183 عمان 11118 الأردن.

## أهدافه
وقد جاء نص رسالة المعهد بوضوح في ميثاقه التأسيسي: استكشاف الأرض المقدسة وماضيها والثقافات والديانات المتنوعة. وكان المقصود من المعرفة المكتسبة أن تكون متاحة للخبراء وعامة الجمهور وأن يناقشها وفي ضوء هذا التأسيس، يجري المعهد بحوثا عن تاريخ وثقافة المنطقة. ولتحقيق هذه الغاية، يجري المعهد حفريات خاصة به ويدعم مشاريع بحثية ألمانية أخرى.
كما يلتزم المعهد بنشر نتائج البحوث، خاصة في مجالات علم الآثار والدراسات الثقافية، اللاهوت والكنيسة. ولهذا الغرض، يحتفظ المعهد بمكتبة بحثية، ويصدر جريدة أثرية خاصة به وينظم اجتماعات وسلسلة محاضرات ومعارض. ومن المهم بصفة خاصة برنامج الدورة الدراسية لعلماء اللاهوت، الذي أسسه منذ أكثر من 100 سنة المدير الأول غوستاف دالمان. كما يحاول المعهد إتاحة المعرفة الأثرية للجمهور عن طريق القيام بجولات بصحبة مرشد في القدس وما يحيطها. 
وتعمل الشراكة العالمية من أجل التعليم على تعزيز العلاقات الوثيقة مع المؤسسات الثقافية في البلدان المضيفة ودعم البحوث العلمية دون أي حدود سياسية أو دينية على جانبي نهر الأردن.

## المشاريع

### مشروع منطقة جدارا (الأردن)
الأثرية تل زيرا ومشروع منطقة جدارا (الأردن) إلى جانب معهد الآثار التوراتي في فوبرتال، يقوم مكتب الدراسات الإسلامية العالمية بتنفيذ مشروع منطقة جدارا (2001-2020) في وادي العرب جنوب أم قيس. الموقع الأثري المركزي لوادي العرب هو تل زيرا. ولا يكاد يوجد في فلسطين منطقة يمكن فيها دراسة تاريخها على نحو متركز كما في وادي العرب. ويقع هذا الوادي العميق على بعد خمسة كيلومترات تقريبًا جنوب غرب مدينة جدارا القديمة في ديكا بوليس (أم قيس اليوم)، هو بطرق عديدة طفرة أثرية بسبب التنوع في ما تقدمه. فعدد من الينابيع والتربة الخصبة والمناخ المعتدل كل ذلك يوفر ظروفاً معيشية ممتازة، وأكثر التلال أهمية في الوادي، وتمتلك تل زيرا ينبوع ارتوازي خاص بها وأفضل إمكانيات الاستيطان.فضلاً عن ذلك فقد مر عبر الوادي طريق تجاري مهم ربط بين مصر وبين بلاد الرافدين ذات يوم. وقد خلف النجاح الاقتصادي وغدعة سكان الوادي الكثير من الآثار على مر آلاف السنين. إن أكثر من مائة موقع تمثل التاريخ المتميز للمستوطنات البشرية في المنطقة من قدوم المسكنات إلى الحقبة الإسلامية. المستوطنات والقنوات المائية وطواحن المياه والصهاريج، وآلات ضغط النفط، وآلات ضغط النبيذ، وأبراج المراقبة، والمقابر.

### النشاط الأستيطاني
فوق كل ذلك تل زيرا بنشاطه الاستيطاني الذي يزيد عن 5000 عام الحديقة الأثرية أسفل كنيسة الراديمر (القدس) تم تطوير الحديقة الأثرية التي تم افتتاحها في نوفمبر 2012 "The Times"، الواقعة أسفل صبّار كنيسة ريديمر تم تطويرها من قبل معهد بروتستانتي ألماني (GPIA)، وتتيح إمكانية الالتزام بأكثر من 2000 عام من تاريخ مدينة القدس من خلال السير عبرها.

### الحفريات الأثرية
التي قام بها كونراد شيك 1893 ويو تي فاجنر-لوكس (المدير السابق لشركة GPIA) على التوالي كارل فريزين 1970–1974، أعد من قبل المعهد البروتستانتي الألماني في2012 لتقديم في الأرض المقدسة في الفترة 2009-2012 لتقديم مختلف مراحل تطور وبناء القدس للزائرين، المشاريع السابقة مادبا / القدس / جادارا.
- أغسطس ستروبل
- غونار ليمان
- مارتن بيلستوكر
- سهل عكا
- فولكمار فريتز
- تل العريم (عريمة)
- سوزان كيرنر
- نظام نفقتوماس ويبر
- هانز ديتر بينرت؛ ديتر فيوجر - اشلاف بالقرب من اربد،
- هانز ديتر بينرت؛ قرب البتراء، رولاند لامبريشس – تل جوهفيه، مايكل هاينزيلمان - أفراس النهر.

## التاريخ
أسس الشراكة العالمية من أجل التعليم في 19 يونيو 1900 من قبل المويتشه إيفانجيليه كيرشنر كونفيرنز في إيزناخ من أجل «الحفاظ على ما هو أبعد من ذلك وتنظيم العلاقات بين الأماكن المقدسة في التاريخ الإنجيلي من ناحية وبين البحث العلمي ومن ناحية أخرى في مجالات الاثار الانجيلية والكنسية».غوستاف دالمان – الذي كان آنذاك أستاذا للعهد القديم ودراسات يهوذا في جامعة لايبزيغ – تم تعيينه مديرا أول وأقام معهد القدس. ولقد استلزم الأمر تغير الموقف بعد حرب الأيام الستة في يونيو/حزيران 1967 إنشاء معهد عمان. وفي عام 1982، انتقل المعهد في القدس إلى مباني جديدة في مجمع أوغست - فيكتوريا على جبل الزيتون.